# Константін Йонеску
Константін Іонеску (рум. Constantin Ionescu; 12 вересня 1958, Брашов — 31 липня 2024) – румунський шахіст, гросмейстер від 1998 року.

## Шахова кар'єра
Від початку 1980-х до кінця 1990-х років належав до числа провідних румунських шахістів. Вісім разів здобував медалі чемпіонату країни: золоту (1999, разом з Міхаїлом Маріном), чотири срібні (1982, 1984, 1989, 1990) та три бронзові (1979, 1992, 2000).
Неодноразово представляв Румунію на командних змаганнях, зокрема:
- вісім разів на шахових олімпіадах (1986, 1988, 1990, 1992, 1994, 1996, 1998, 2000)[3],
- на командному чемпіонаті світу (1985); призер: в особистому заліку – бронзовий (1985 – 8-ма шахівниця)[4],
- тричі на командних чемпіонатах Європи (1989, 1992, 1999)[5],
- одинадцять разів на BŁĄD; десятиразовий призер: в командному заліку – чотири рази срібний (1980, 1981, 1985, 1990) і шість разів бронзовий (1982, 1983, 1986, 1988, 1992, 1993)[6].

1977 року представляв Румунію на чемпіонаті світу серед юніорів до 20 років, який відбувся в Інсбруку, поділивши разом з Марселем Сіснієгою, Крумом Георгієвим і Мануелем Рівасов Пастором 6-те місце. У наступних роках досягнув низки успіхів у міжнародних турнірах, зокрема, в таких містах, як: Бухарест (1980, поділив 3-тє місце позаду Олександра Бєлявського і Міхая Шуби, разом з Міхаєм Гіндою), Галле (1984, поділив 3-тє місце позаду Віталія Цешковського і Вольфганга Ульманна, разом з Яном Аброжем), Манреза (1993, поділив 1-місце разом із, зокрема, Міхаєм Шубою, М. Маріном і Семко Семковим), Бухарест (1993, посів 1-ше місце), Берґа (1994, поділив 2-ге місце позаду Дімітріоса Анагностопулоса, разом з М. Маріном), Балатонберень (1996, поділив 1-ше місце разом із, зокрема, Петером Лукачем, Тібором Фогараші, Тібором Тольнаї і Олексієм Безгодовим), Келіменешті (1999, поділив 3-тє місце позаду Лівіу-Дітера Нісіпяну і Віорелом Йордаческу), Бухарест (2001, поділив 3-тє місце позаду Мірчі Пирліграса і Михайла Голубєва, разом з Мар'юсом Манолаке), Бієліна (2002, поділив 2-ге місце позаду Влатко Богдановського, разом з Драгошом Думітраке), Бухарест (2002, поділив 1-ше місце разом з Манолаке), Егер (2004, поділив 2-ге місце позаду Дьюла Сакса, разом з Левенте Вайдою) і знову в Бухаресті (2005, меморіал Віктора Чокитлі, поділив 2-ге місце позаду Л. Вайди, разом з Борісом Іткісом і Владом-Крістіаном Жіану).
Найвищий рейтинг Ело в кар'єрі мав станом на 1 липня 1996 року, досягнувши 2545 очок займав тоді 1-ше місце серед румунських шахістів.

## Зміни рейтингу
| На цьому місці має відображатися графік чи діаграма, однак з технічних причин його відображення наразі вимкнено. Будь ласка, не видаляйте код, який викликає це повідомлення. Розробники вже працюють для того, щоби відновити штатне функціонування цього графіка або діаграми. | |
| | На цьому місці має відображатися графік чи діаграма, однак з технічних причин його відображення наразі вимкнено. Будь ласка, не видаляйте код, який викликає це повідомлення. Розробники вже працюють для того, щоби відновити штатне функціонування цього графіка або діаграми. |